# Sciurillinae
Sous-famille
Les Sciurillinae forment une sous-famille de mammifères rongeurs appartenant à la famille des Sciuridae.
Cette sous-famille d'écureuil pygmée ne comporte que le seul genre Sciurillus et la seule espèces Sciurillus pusillus.

## Liste des espèces
Selon MSW :
- genre Sciurillus Thomas, 1914[1]
  - Sciurillus pusillus (É. Geoffroy, 1803) - Pérou, Colombie, Venezuela, Guyana, Surinam, Guyane, Brésil[1].
    - sous-espèce Sciurillus pusillus glaucinus
    - sous-espèce Sciurillus pusillus kuhlii
    - sous-espèce Sciurillus pusillus pusillus